# Sweet Love: The Very Best of Anita Baker
Sweet Love: The Very Best of Anita Baker è un album compilation di Anita Baker, pubblicato dalla Rhino Records nel 2002.
L'album contiene brani musicali incisi dalla cantante nel periodo compreso tra il 1993 ed il 2002.
Negli Stati Uniti d'America il disco è stato pubblicato con il titolo The Best of Anita Baker e con una differente tracklist.

## Tracce
1. Caught up in the rapture
2. Giving you the best that I got
3. Sweet love
4. Body and soul
5. Just because
6. I apologise
7. Rhythm of love
8. Soul inspiration
9. Lead me into love
10. Angel
11. Same ole love (365 days a year)
12. Fairy tales
13. Talk to me
14. Good enough
15. No more tears
16. When you love somebody
17. You bring me joy
18. No one in the world